# RM (микстейп)
RM — дебютный микстейп южнокорейского рэпера RM (ранее известного как Rap Monster) из группы BTS. Он был выпущен 20 марта 2015 года лейблом Big Hit Entertainment на SoundCloud.

## Предыстория и разработка
До начала своей карьеры в качестве рэпера RM в южнокорейской бой-группе BTS, он начал писать стихи во втором классе начальной школы, уделяя внимание темам отчаяния, одиночества и отношений между личностью и миром. В возрасте 11 лет RM заинтересовался хип-хоп музыкой и стал увлекаться написанием текстов после знакомства с творчеством американского рэпера Эминема благодаря своему школьному учителю. В качестве ученика средней школы RM начал выступать в местных любительских хип-хоп кругах и активно участвовал в подпольной корейской хип-хоп сцене под псевдонимом «Runch Randa», выпустив несколько треков и сотрудничая с другими подпольными рэперами. В 2010 году он присоединился к Big Hit Entertainment, чтобы продолжить карьеру в музыке в составе хип-хоп группы, похожей на 1TYM. Однако, когда планы на группу изменились в сторону более традиционного корейского айдол-коллектива, RM чувствовал, что живёт «фальшивой жизнью». Тем не менее, он остался в группе, поскольку CEO Пан Си Хёк пообещал RM, что тот сможет создавать музыку, которую напишет сам, а не чужую. RM тренировался в Big Hit Entertainment три года вместе с участниками J-Hope и Suga, прежде чем дебютировал как участник BTS в 2013 году. В первые годы своей карьеры в BTS он и его коллега Suga столкнулись с критикой со стороны подпольной хип-хоп сцены за «предательство» и переход в K-pop и становление айдолами.
В интервью для журнала Singles Magazine RM выразил желание выпустить микстейп, чтобы утвердиться как артист и представить свою концепцию самоидентичности. В перерывах между своими обязательствами как участника BTS, RM использовал свободное время для работы над микстейпом. На создание RM у него ушло около четырёх-пяти месяцев. Музыкально микстейп основан на хип-хопе. Вдохновение для текстов пришло из его собственных «внутренних мраков, тревог и жадности», а также из песни «Just Do You» исполнительницы Индиа Ари.

## Музыка и текст
Финальная версия микстейпа RM включает одиннадцать треков, доступных на SoundCloud.
В микстейпе RM артист ответил на критику, проанализировал свои неуверенность и сомнения, а также выразил веру в себя. Первый трек «Voice» рассказывает историю его прошлого на фоне простой фортепианной партии. «Do You» с монотонным битом передаёт ключевое послание микстейпа, призывая слушателей вести автономную жизнь, свободную от общественных стандартов. Следующий трек «Awakening» исследует внутренний конфликт RM между его идентичностью «айдола» и «артиста». В треке «Monster» он отвечает своим хейтерам, а в «Throw Away» требует от слушателей отказаться от предрассудков и предубеждений. В «Joke» RM демонстрирует свои рэп-техники с использованием потока сознания в тексте, а «God Rap» отражает атеистический взгляд RM на жизнь, утверждая, что только сам человек контролирует свои решения и несёт ответственность за их последствия, и что вера в себя является ключом к успеху. В «Life» RM рассматривает темы жизни, смерти и одиночества, используя спокойный и размеренный стиль рэпа. Этот трек плавно переходит в «Adrift», где он размышляет о смысле жизни и счастья. Завершающий трек «I Believe» подводит итог микстейпа, выражая уверенность RM в себе и его решимость двигаться вперёд.

## Релиз и продвижение
11 марта 2015 года RM анонсировал выпуск своего дебютного микстейпа на 17 марта через пост с обложкой микстейпа на странице блога BTS, где также была раскрыта его тема — «Ты — это ты, я — это я» (англ. You do you, I do I). В преддверии релиза микстейпа 13 марта был выпущен музыкальный видеоклип на трек «Awakening». Из-за задержек, связанных с улучшением качества производства, микстейп был выпущен 20 марта 2015 года на SoundCloud и для бесплатного скачивания по ссылкам на блоге BTS, вместе с музыкальным видеоклипом на трек «Do You». 27 марта RM выпустил дополнительный музыкальный видеоклип на трек «Joke». Помимо интервью для таких журналов, как Hip Hop Playa и IZE, RM не проводил дополнительных промоакций микстейпа. Позже микстейп занял 48-е место в списке «50 лучших хип-хоп альбомов 2015 года» по версии журнала Spin. Альбом достиг 12-й позиции в мировом чарте альбомов Billboard в 2015 году.

## Список треков
Слова и музыка всех песен — RM.
| №                   | Название                    | Продюсер(ы)         | Длительность |
| ------------------- | --------------------------- | ------------------- | ------------ |
| 1.                  | «Voice» (목소리)            | Slow Rabbit         | 2:47         |
| 2.                  | «Do You»                    |                     | 3:01         |
| 3.                  | «Awakening» (각성 / 覺醒)   |                     | 2:38         |
| 4.                  | «Monster»                   |                     | 3:44         |
| 5.                  | «Throw Away» (버려)         |                     | 3:15         |
| 6.                  | «Joke» (농담)               |                     | 3:18         |
| 7.                  | «God Rap»                   |                     | 3:34         |
| 8.                  | «Rush» (feat. Krizz Kaliko) | Pdogg               | 4:12         |
| 9.                  | «Life»                      |                     | 4:17         |
| 10.                 | «Adrift» (표류)             |                     | 3:09         |
| 11.                 | «I Believe»                 | Slow Rabbit         | 3:42         |
| Общая длительность: | Общая длительность:         | Общая длительность: | 37:32        |

#### Семплы[9]
- «Do You» содержит оригинальный бит «Aerosol Can» в исполнении Major Lazer.
- «Awakening» содержит оригинальный бит «The Alarm» в исполнении Big K.R.I.T.
- «Monster» содержит оригинальный бит «Grown Simba» в исполнении Джей Коула.
- «Throw Away» содержит оригинальный бит «Hypest Hype» в исполнении Chase & Status.
- «Joke» содержит оригинальный бит песни «Oh My Darling Don't Cry» в исполнении Run the Jewels.
- «God Rap» содержит оригинальный бит из песни «God's Gift» в исполнении Джей Коула.
- «Life» содержит оригинальный бит «Life» в исполнении J. Dilla.
- «Adrift» содержит оригинальный бит «Lust 4 Life» в исполнении Дрейка.

## История релиза
| Регион(ы) | Дата               | Формат                                            | Лейбл                 |
| --------- | ------------------ | ------------------------------------------------- | --------------------- |
| Различные | 20 марта 2015 года | Потоковое мультимедиа; Цифровое скачивание музыки | Big Hit Entertainment |